# ユリワサビ
ユリワサビ（百合山葵、学名: Eutrema tenue）は、アブラナ科ワサビ属の多年草 。同属のワサビと比べ、全体に小型。別名イヌワサビ（犬山葵）。中国名は日本山蕍菜 （別名：小山蕍菜）。

## 名前の由来
和名ユリワサビは「百合山葵」の意で、冬季に残る葉柄の基部の鱗茎葉が、ユリの百合根に似ることからいう。
種小名 tenue, tenui- は、「うすい」「弱々しい」の意味。

## 分布と生育環境
日本固有種。本州（岩手県以南）から九州の丘陵や山地に分布する。やや冷涼な環境を好み、湿り気のある樹林内や谷沿いの沢、深山の渓流のほとりなどの日陰に生育する。ワサビよりは乾いた場所にも生え、日が差し込む植林下に大群落が見られることもある。

## 形態・生態
株はワサビより全体に小さい。地下の根茎はワサビより細くて短く、数本の根が伸びる。葉柄の基部が肥厚して鱗茎状になる。茎は数本出て斜上し、高さ15センチメートル (cm) ほどになるが、細く成長すると倒れる。根生葉は長い葉柄を持ち、葉身はワサビよりも小さい円形あるいは卵状で基部は心形、濃緑色で葉縁に波状の粗い鋸歯があり、葉柄の基部はふくらむ。茎葉は少数が互生する。葉面はワサビに比べると光沢が少なく、葉脈が少数である。葉は開花、結実後も枯れずに生存する。
花期は春（3 - 5月）。15 - 25 cmほどの花茎を伸ばして、先端に短い総状花序をつくり、小花をまばらにつける。花は白色の十字状の4弁花で、花弁の長さは4 - 6ミリメートル (mm) 。萼片は楕円形。花柄の基部には葉が変化した苞がつき、やや深く切れ込む。長角果は長さ10 - 15 mmになり、開出するか下を向く。

## 利用
ワサビ同様山菜とされ、葉・花茎・根を利用する。葉と花茎は3 - 5月ごろが採取の適期とされ、さっと茹でて水にさらし、おひたしや和え物にしたり、たまり漬けなどにする。アクがないので生のままサラダや吸い物の青味にも利用できる。花がついたものは、冷や奴や卵豆腐のあしらいになり、そのまま薬味として食べられる。食味は少し辛味がありワサビの香りがしておいしいとも評されるが、加熱調理で熱を通しすぎると苦味が出る。根は一年中利用でき、ほのかな辛味があるので、すり下ろしてワサビ同様に薬味とする。
全草は薬用にも利用できる。神経痛・食欲不振に薬効があるといわれ、薬草としてよりも山菜として食べる。神経痛には生をすり潰して10分ぐらい湿布する民間療法が知られる。

## オオユリワサビとの誤認
同属のオオユリワサビ Eutrema tenue (Miq.) Makino var. okinosimense (Taken.) Ohwi は、ユリワサビの変種とされ、基準標本の採集地である福岡県の沖ノ島固有のもので、同地で生育が確認できず、2000年の環境庁レッドデータブックまでは「絶滅種(EX)」とされていた。しかし、「オオユリワサビ,その生活と分類学的位置」鳴橋直弘・梅本康二・若杉孝生（2000年）によって、オオユリワサビは独立した種 Eutrema okinosimense Taken. であり、また本州の東北地方から九州にかけて分布しているとされた。東北地方でユリワサビとされていたものはオオユリワサビであった。また、牧野富太郎原著『新牧野日本植物圖鑑』のユリワサビのスケッチはオオユリワサビによく似ている、との意見もある。

## ギャラリー

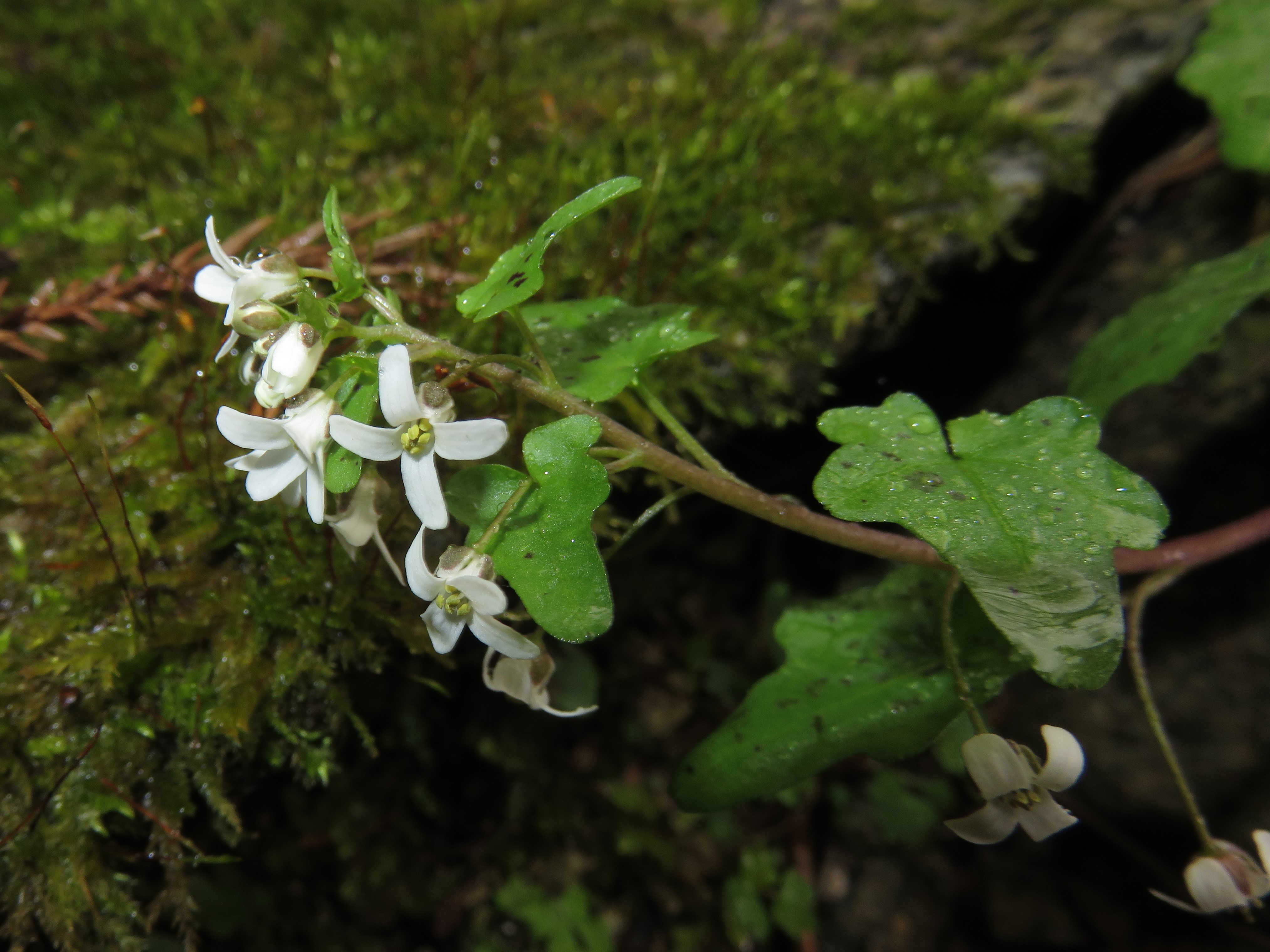
花は白色の十字状の4弁花。
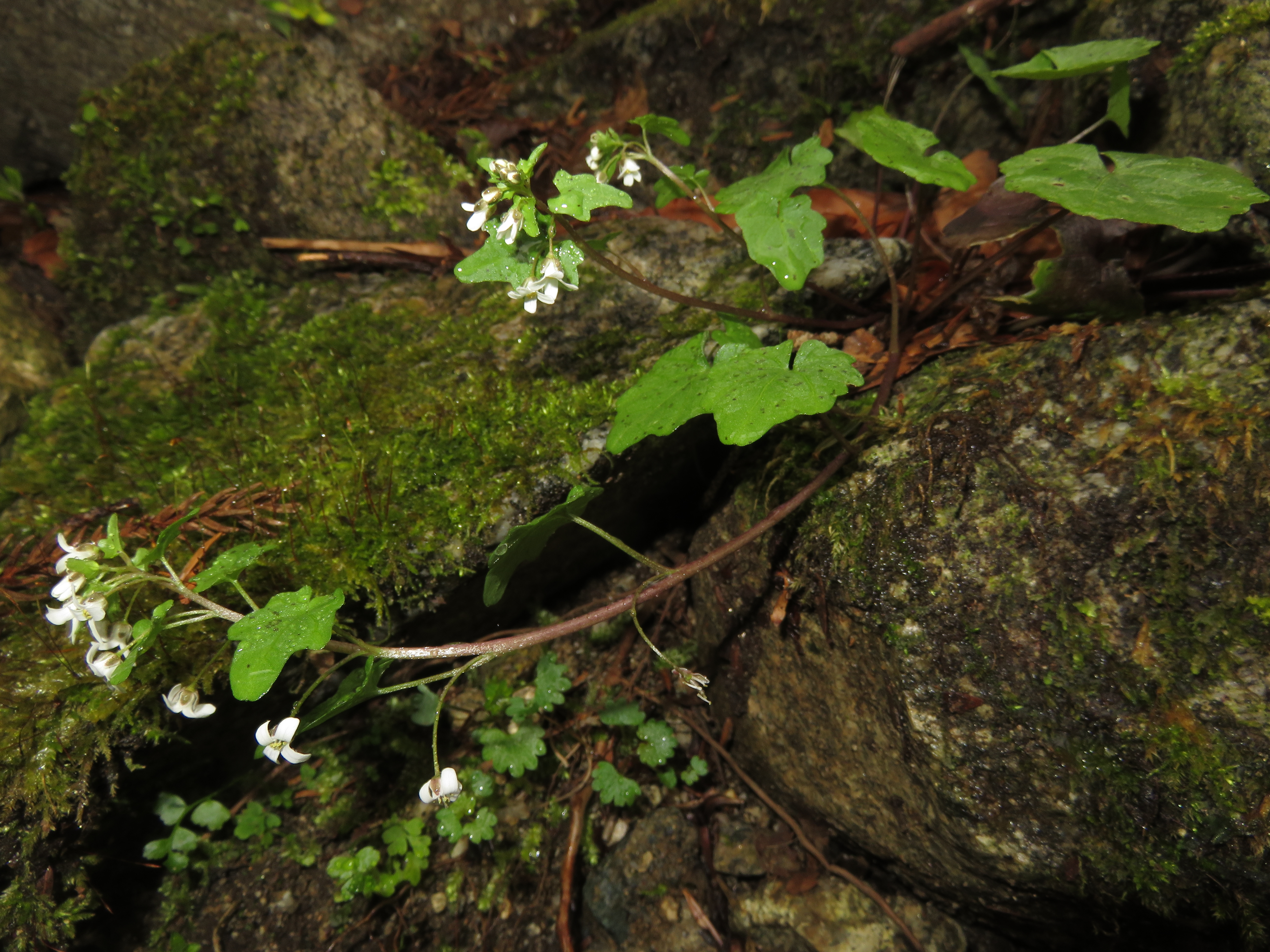
(1) 花茎は横に倒れ、花はまばらにつく。4月。
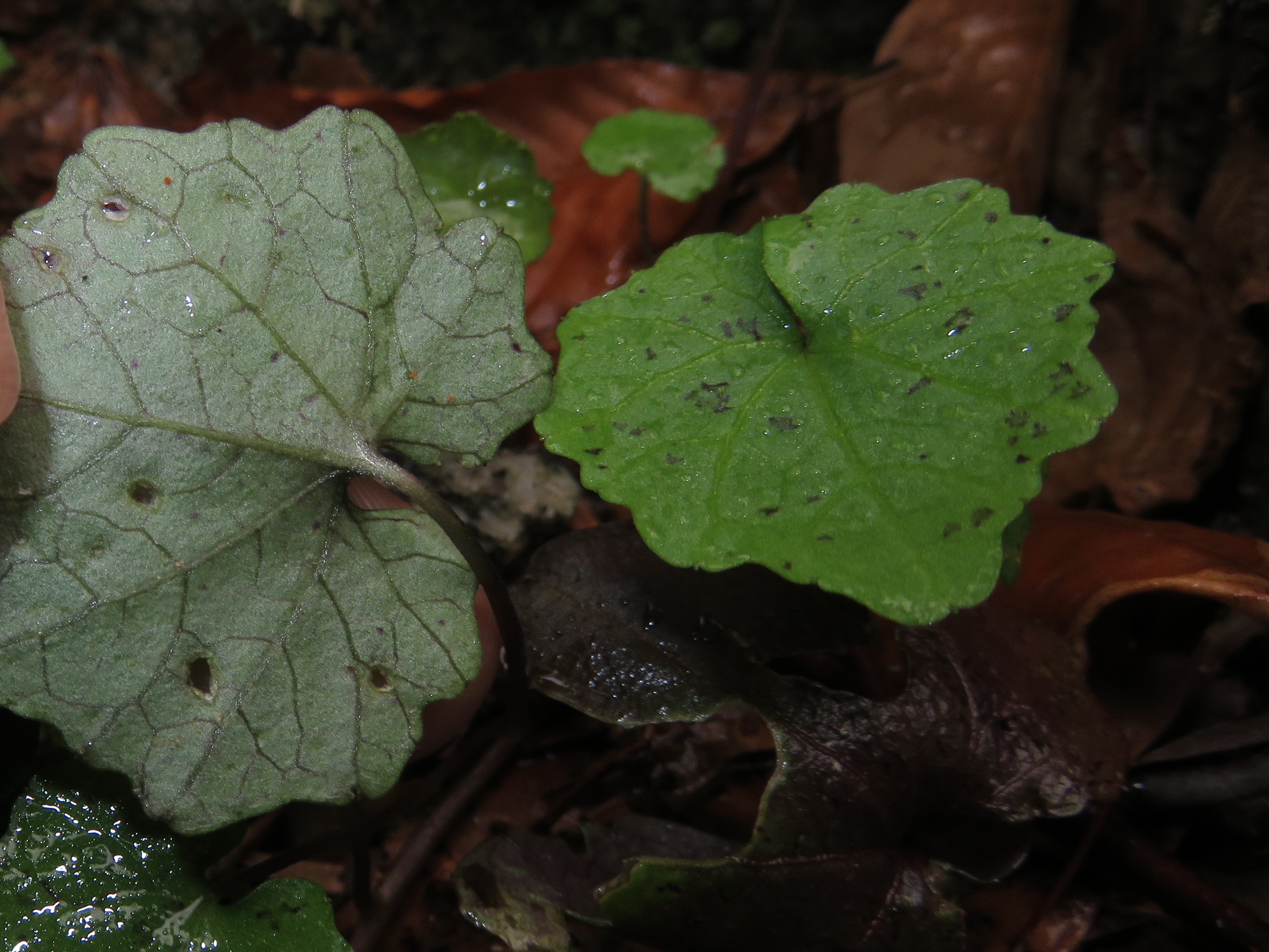
(2) 葉は濃緑色で縁に波状の粗い鋸歯がある。4月。
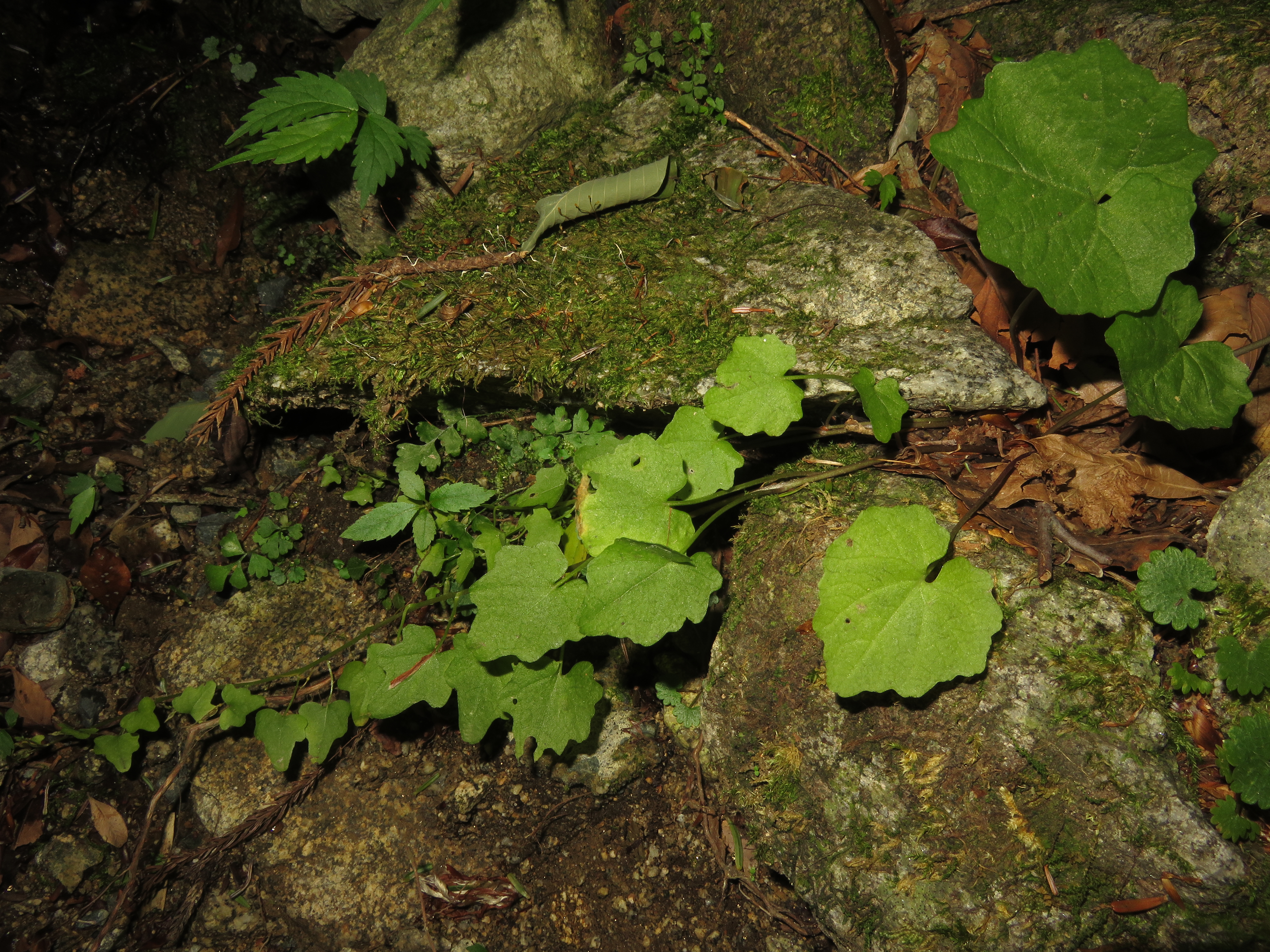
(3) 葉は開花、結実後も枯れずに生存する。分類表冒頭のもの、および左の(1)、(2)と同一個体、同年6月。
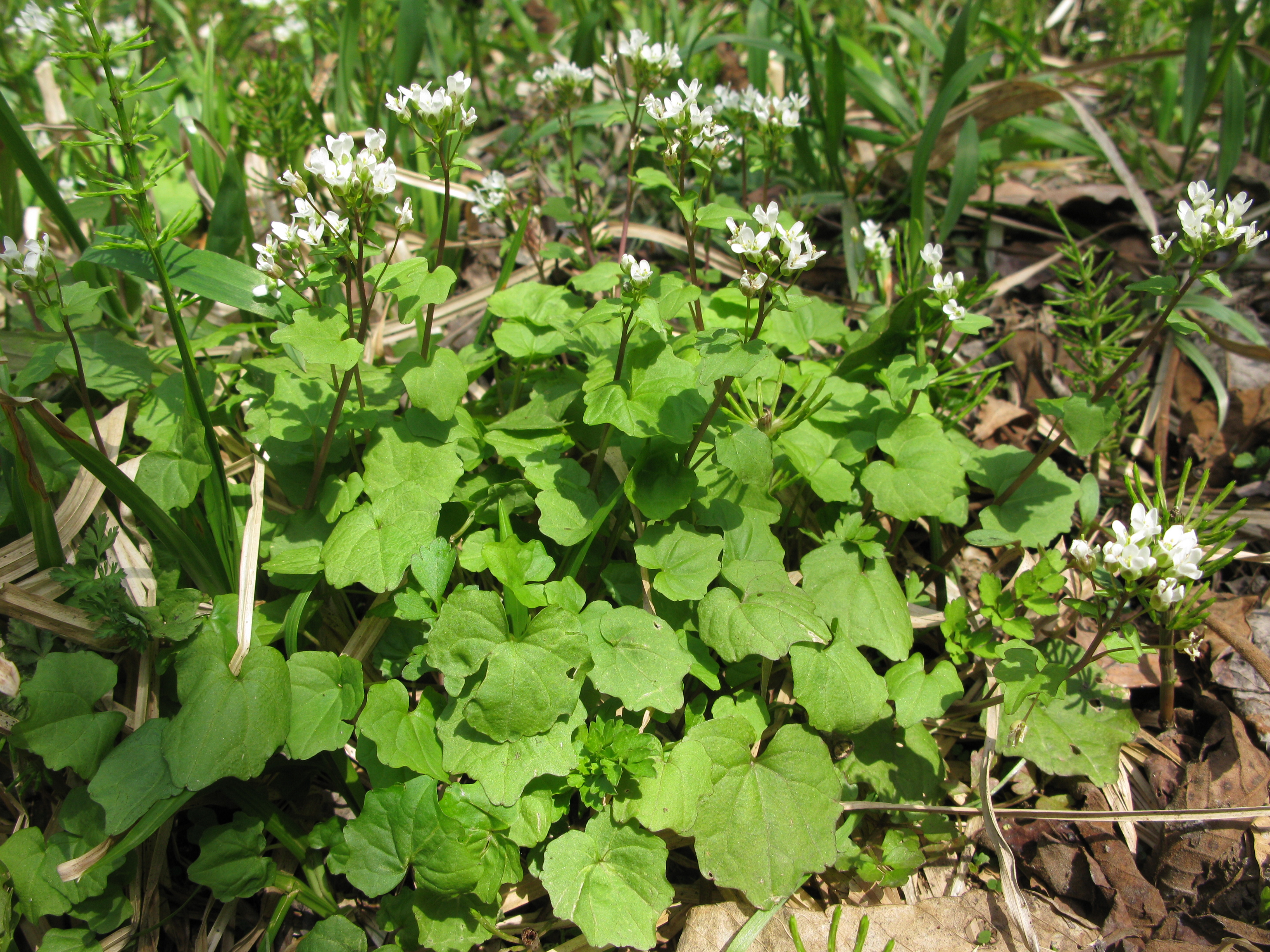
同属で別種のオオユリワサビ